# Termőföld-értékbecslés
A becslés emberi tevékenység, valami mértékének, értékének megközelítő meghatározása. Emellett egy olyan tudomány, amely rengeteg területen megjelent. A matematika területén belül jelenti azt az eljárás, amikor egy mennyiség alsó, illetve felső határát definiáljuk vagy nem lehet meghatározni az adott mennyiséget, így egy közelítő értéket jelölünk meg. Statisztika területén külön becsléselméletek állnak rendelkezésünkre. Jelen esetben a termőföldérték-becsléssel kerül bemutatásra. Sajátos a földpiac tekintetben is, hogy a termőföld helyhez kötött, térben nem mozgatható, a térbeli pozíciója általában a környezet változásának függvénye. A magyarországi termőföldek természeti erőforrásoknak 2/3-át, a nemzeti vagyon 1/5-ét jelenti. Fontosabb jellemzői közé tartozik a termőképesség, megújuló erőforrás, kötött mennyiség, nem pótolható, hozadéka van és kisajátítható.

## Gazdasági értékelés
Sokféle szempont alapján, két gazdasági értékelési módszert határoznak meg: használat szerint (szántó, rét, legelő, szőlő, kert gyümölcsös, erdő, művelés alól kivett terület) és a hasznosítás révén elért pénzérték szerint. Az értékbecslés rögzíti és dokumentálja azokat a tényeket, melyek befolyásolják az ingatlan értékét. Általában a föld értékére több tényezőre hat, melyek közül a kereslet-kínálat fontos szerepet tölt be, mégis azt kell mondani, hogy a gazdaságos használat az, amely telek értékét adott piacon meghatározza. A termőföldnek a piaci értéke relatív (összehasonlító) módszerrel és hozamalapú értékelés többféle módszerrel számítható. Az első fontos kérdés, ami felmerül az értékbecslés során, hogy melyek azok az értékmérő tényezők, amelyek meghatározhatják a termőföld értékét.

## Piaci összehasonlító módszer
A piaci összehasonlító alapú megközelítés során – legyen az földterület, vagy más ingatlan – a szakértő úgy határozza meg az értéket, hogy összehasonlítja az értékelendő vagyontárgyat, más hasonló vagyontárgyakkal, melyek az utóbbi időben kerültek értékesítésre. Az érték megállapítása lényegében egy zárt matematikai rendszer, így az értékbecslés, mint becslési eljárás matematikai-statisztikai törvényeken alapul. A módszer lényege, hogy az általunk értékbecsülni kívánt ingatlan értékét úgy kell meghatároznunk, hogy más konkrét és ismert adásvételi ügyletek áraiból vonunk le következtetéseket és alkalmazzuk, kiterjesztjük a kérdéses ingatlanunkra, bizonyos korrekciós tényezők alkalmazásával.
Az összehasonlító vizsgálatok során olyan az értékelt ingatlanhoz közel fekvő földterületeket szabad figyelembe venni, amelyek földrajzi elhelyezkedése a vizsgált ingatlanhoz hasonló, és a terület legfontosabb tulajdonságai azonosak legyenek (pl. művelési ág, tulajdonviszonyok.) Minél több, de ajánlott legalább 3-5 db tényadatot a számításhoz felhasználni, de több adat figyelembe vétele mellett még reálisabb értéket kaphatunk.
A páros összehasonlítás elveit alkalmazva az összehasonlító ingatlanok és a vizsgált ingatlanunk ismert és az földérték meghatározásban releváns tulajdonságokat vetjük össze külön-külön és korrigáljuk: pl. Aranykorona érték, táblaméret, öntözés lehetősége, szolgalmi jogok, megközelíthetőség, településtől való távolság, stb.
A párosan összevetett összehasonlító adatokból kerül sor az összehasonlító fajlagos érték meghatározására, mely mezőgazdasági ingatlanok esetében általában egy hektár területre vonatkozik. Az ingatlan piaci értékét a korrigálás után kialakuló fajlagos érték (Ft/ha) és az ingatlan mérete (ha) szorzataként kell megállapítani.
Fontos megjegyezni, hogy a páros összehasonlítás módszer alapján készített szakértői vélemény és értékbecslés során a szakértő részéről kötelező elem a helyszíni szemle, hiszen csak így szerezhet tudomást a szakértő az értékelt terület esetleges egyediségéről, kedvező és kedvezőtlen tulajdonságairól (a terület esztétikai állapota, gondozottsága, természetbeni használata a művelési ágnak megfelelő-e, művelést akadályozó tereptárgyak, talajidegen anyagok jelenléte, a talaj kavicsossága…stb.) Szemle nélkül, csupán az adatbázisokból elérhető és rendelkezésre álló adatok és információk feldolgozása alapján készített dokumentum nem tekinthető teljes értékű értékbecslésnek, felhasználása korlátozott.
A termőföld hitelbiztosítéki értéke meghatározásának módszertani elveiről szóló 54/1997. (VIII. 1.) FM rendelet vonatkozó 1. sz.melléklete a piaci összehasonlító adatok elemzésén alapuló módszerről a következők szerint fogalmaz: „…A piaci összehasonlító adatok elemzésén alapuló értékelést már megtörtént, konkrét és jól ismert ügyletek árainak a vizsgált esetre való kiterjesztésével, összehasonlításával kell elvégezni. Az összehasonlító vizsgálatok során olyan ingatlanokat szabad figyelembe venni, amelyek földrajzi elhelyezkedése a vizsgált ingatlanéhoz hasonló, és az abban szereplő ingatlanok típusa azonos vagy közel azonos a vizsgált ingatlannal. Minimálisan három tényadatot kell a számításhoz felhasználni. Csak azonos értékformákat és csak azonos jogokat (pl. tehermentes tulajdonjog, bérleti jog) szabad összehasonlítani, vagy a különböző értékformák és jogok között korrekciós tényezőket kell alkalmazni. Az elemzett összehasonlító adatokból kerül sor az összehasonlító érték meghatározására. Ez az érték fajlagos érték, mely általában egy hektár területre vonatkozik. Az ingatlan összehasonlítható piaci értékét a korrigálás után kialakuló fajlagos érték (Ft/ha) és az ingatlan mérete (ha) szorzataként kell megállapítani….”.
A termőföld értékelésben rendelkezésre álló módszerek közül a gyakorlat bizonyította, hogy a piaci összehasonlító módszer ad a legpontosabb eredményt. A valós értékesítési adatokon nyugvó értékelés mutatja meg leginkább a helyben kialakult, a földszerzésre irányuló igényt. Az így kapott érték az előzőek miatt sok esetben fölülírja a földterület termőképességéből fakadó földértéket, ami teljes mértékben érthető, hiszen egy földterület valós értékmeghatározásánál a termőképesség vizsgálata mellett meghatározó jelentősége lehet a kialakult kereslet-kínálat viszonyoknak.

## Agrotax-módszer
Az Agrotax-módszer a termőföldek piaci értékének meghatározására egy kialakított új módszer, amely a hagyományos eljárásokra, a hatályos jogszabályokra és különböző szabványokra épít. Az új módszer kidolgozásának oka, hogy ki akarják küszöbölni azon paraméterek, formai elemek vizsgálatát, amelyek csak kevésbé, vagy egyáltalán nincsenek hatással a végeredményre, ezáltal lerövidül az értékbecslés ideje. Ennek a technikának az alapja, az országos statisztikai adatbázis, amelyet folyamatosan elemeznek és az alábbi szempontok szerint vizsgálják:
•	logikai- és szövegfüggvények létrehozása és javítása
•	a földár, aranykorona és haszonbérlet számított és helyzeti középértékei, változékonysága, eloszlásának alakmutatói.
•	változók közötti kapcsolatok elemzése, értelmezése területenként és művelési áganként
•	többváltozós magyarázó modell
•	formai szempontból megfelelő, de kiugró adatok manuális vizsgálata.
Mellőzi a helyszíni szemlét, mivel a szignifikáns adatok más módon és bővebben rendelkezésükre állnak. A domborzati és vízjárás rendezettsége digitális információk alapján értelmezhető, a statisztikai adatokon túl.
Az 54/1997. (VIII. 1.) FM rendelet 2. számú melléklete a termőföld forgalmi értékének meghatározására az alábbi képletet adja meg:
{\displaystyle F_{te}=(((P_{j}+B)X_{p})/2Xi)X(1+k)}
ahol az {\displaystyle F_{te}} a termőföld forintban kifejezett forgalmi értéke; {\displaystyle P_{j}} a termőföld járadék jellegű jövedelme, értékét az ingatlan saját AK értékének és a közzétett értéknek a szorzata adja (étkezési búza kg); {\displaystyle B} az ingatlan közvetlen környezetében jellemzőnek tekinthető, étkezési búza kg/AK haszonbérleti díj és az értékelt ingatlan saját aranykorona értékének szorzatából számított földhozadék (étkezési búza kg); {\displaystyle p} az étkezési búzának az értékbecslést megelőző évben kialakult hazai tőzsdei átlagára (Ft/kg); {\displaystyle i} a tőkésítési kamatláb, valamint {\displaystyle k} a földterület számított értékét módosító ismérvek összevont hatását kifejező korrekciós tényező (százalékláb).
A képletben szereplő járadék jellegű jövedelem, illetve annak megyei szintű meghatározása alkalmatlan a konkrét érték kalkulálására. Nehezíti a képlet használhatóságát, hogy újabban a bérleti díjakat nem kg búzában, hanem forintban határozzák meg hektáronként, így a hektikus piaci árakból kell azt visszaszámolni. További bizonytalanságot okoz a tőkésítési kamatláb bonyolult meghatározása (megelőző év/évek átlagos agrárjövedelme, illetve más ágazatok jellemző tőkeigénye alapján kalkulált index), valamint az a tény, hogy ezt a hitelintézetek mindegyike saját eljárási rend alapján határozza meg, ami azt is eredményezheti, hogy hitelintézetenként változhat a termőföld értéke.
Az Agrotax-módszer igyekszik kiszűrni a fenti bizonytalanságokat, ezért a járadék jellegű jövedelem és a kg búzában mért átlagának megállapítása helyett a tényleges hozamokat/jövedelmeket használják.
Az értékmeghatározás során általában mindkét eljárást alkalmazzák, de mindig komoly dilemmát jelent a kétféle módszer eltérő adatainak elemzése, kezelése. Eddigi tapasztalataik alapján egyértelmű, hogy a piaci összehasonlítással megállapított ár mindig közelebb áll a valós (ténylegesen megkötött szerződések) értékhez, de a kisebb-nagyobb eltérések mindig a hozamalapú érték irányába mutatnak, ezért elengedhetetlen annak használata is. Az adott módszernél a végső ár meghatározása a két módszer egyedi súlyozásával történik.